# Porto Velho (microregio)
Porto Velho is een van de 8 microregio's van de Braziliaanse deelstaat Rondônia. Zij ligt in de mesoregio Madeira-Guaporé en grenst aan de microregio's Ariquemes, Ji-Paraná, Guajará-Mirim, Rio Branco (AC), Madeira (AM) en Purus (AM). De microregio heeft een oppervlakte van ca. 65.651 km². In 2006 werd het inwoneraantal geschat op 497.936.
Zeven gemeenten behoren tot deze microregio:
- Buritis
- Campo Novo de Rondônia
- Candeias do Jamari
- Cujubim
- Itapuã do Oeste
- Nova Mamoré
- Porto Velho

Mesoregio's: Leste Rondoniense · Madeira-Guaporé

Microregio's: Alvorada d'Oeste · Ariquemes · Cacoal · Colorado do Oeste · Guajará-Mirim · Ji-Paraná · Porto Velho · Vilhena